# Tsitana tulbagha
The Tulbagh Sylph (Tsitana tulbagha) là một loài bướm ngày thuộc họ Hesperiidae. Nó được tìm thấy ở Nam Phi.
Sải cánh dài 30–40 mm đối với con đực and 40-41 đối với con cái. Con trưởng thành bay từ tháng 9 đến tháng 12 (nhiều nhất vào từ tháng 10 đến tháng 11). Có một lứa một năm.
Ấu trùng ăn Danthonia and Merxmuellera species.

## Phụ loài
- Tsitana tulbagha tulbagha (from miền tây West Cape mountains to miền nam North Cape)
- Tsitana tulbagha kaplani Dickson, 1976 (southern and miền đông West Cape mountains to Uitenhage in the East Cape)